# اوکی (نوازنده)
اوکی (انگلیسی: Oki؛ زادهٔ ۱۹۵۷ (۶۷–۶۸ سال)) موسیقی‌دان اهل ژاپن است. وی از سال ۱۹۹۹ میلادی تاکنون مشغول فعالیت بوده‌است.